# Kalwaria w Plévin
Kalwaria w Plévin – kalwaria zbudowana w XVI wieku. W 1964 roku została wpisana do rejestru zabytków, posiada status zabytku, w kategorii Patrimoine architectural (Mérimée)

## Lokalizacja
Kalwaria zlokalizowana jest w miejscowości Plévin, w departamencie Côtes-d’Armor, w regionie Bretania.

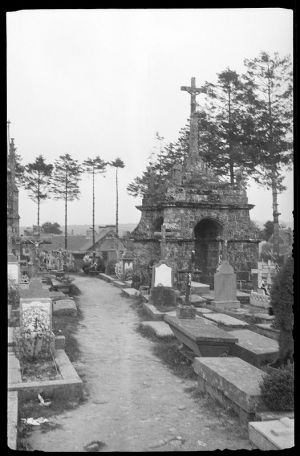
Kalwaria na cmentarzu, przed przeniesieniem

## Historia
Dawna kalwaria cmentarza, została przeniesiona w pobliże kościoła parafialnego Notre-Dame. Granitowy zespół pochodzi z XVI wieku i zawiera rzeźbę Matki Bożej Litościwej w południowo-zachodnim narożniku, oraz rzeźby św. Marka i Chrystusa na Krzyżu.